# Kamran Məmmədov
Kamran Vahid oğlu Məmmədov (ur. 12 marca 1990 roku) – azerski zapaśnik walczący w stylu klasycznym. Zajął dziesiąte miejsce na mistrzostwach świata w 2018. Brązowy medalista mistrzostw Europy w 2013, 2014 i 2016. Złoty medalista Igrzysk Solidarności Islamskiej w 2017. Pierwszy w Pucharze Świata w 2015 i drugi w 2017. Wicemistrz uniwersjady w 2013 i wojskowych MŚ w 2016. Mistrz świata i Europy juniorów w 2010 roku.